# Резня в Суон-Валли
Резня в Суон-Валли (англ. Swan Valley Massacre) — убийство четверых членов племени пан-д’орей инспектором по охране диких животных и его помощником 18 октября 1908 года на западе штата Монтана. Власти штата запрещали охоту индейцам за пределами резерваций, но право охотиться на диких животных было закреплено в договоре с федеральным правительством. Инспектор Чарльз Пейтон и его помощник Герман Рудольф при обходе территории столкнулись с группой индейских охотников и открыли по ним стрельбу. В результате нападения американцев четверо пан-д’орей были застрелены. Пейтон также был убит одной из женщин, когда попытался перезарядить ружьё и продолжить вести огонь по индейцам.

## История
В сентябре 1980 года охотничья группа из 8 человек из племени пан-д’орей покинула свою резервацию Флатхед. Группа состояла из Атвена Скви, его жены Мэри Та-пал, их сына Пелассове и дочери Мэри. Их сопровождали старейшина племени Мартин Жёлтая Гора и его супруга Мэри, а также Камиль Пол и его беременная жена Клэрис. Индейцы пересекли хребет Мишен и спустились в долину реки Суон. Прежде чем покинуть резервацию, они купили охотничьи лицензии, чтобы избежать возможных проблем, хотя согласно договору с властями США этого не требовалось. Мартин Жёлтая Гора также имел при себе письменное разрешение на охоту за пределами Флатхеда от индейского агента резервации.
Индейцы разбили лагерь и охотились в нескольких местах, прежде чем добраться до верховьев реки Суон. Инспектор по охране диких животных Чарльз Пейтон несколько раз посещал их лагерь и требовал, чтобы они покинули долину и вернулись в резервацию. Официальная лицензия на охоту и разрешение от индейского агента не смогли убедить Пейтона в законности прав пан-д’орей на охоту. В конце концов индейцы согласились покинуть долину и стали собираться. Утром 18 октября 1908 года Пейтон, вместе с помощником Германом Рудольфом, ворвался в лагерь и открыл стрельбу. Американцы мгновенно убили Атвена Скви, Камиля Пола и Мартина Жёлтую Гору, всех, кто мог по их мнению оказать сопротивление. Остальные члены охотничьей группы попытались скрыться и Пейтон с Рудольфом погнались за ними. Тринадцатилетний сын Атвена Скви Пелассове выстрелил в инспектора и тут же был убит его помощником. Клэрис Пол взяла винтовку убитого мужа и выстрелила в раненого Пейтона, когда он перезаряжал своё ружьё. Герман Рудольф покинул место перестрелки и скрылся в лесу.

## Последствия
Клэрис Пол и оставшиеся в живых члены группы смогли добраться до ближайшего лагеря пан-д’орей, где им оказали помощь. Индейцы вернулись за телами павших и похоронили их на территории католического кладбища при церкви Святого Игнатия. Позднее Клэрис родила сына, которого назвала Питером Полом. В 2008 году индейцы резервации Флатхед собрались недалеко от места резни, чтобы помянуть павших соплеменников.